# سانثارا
سانثارا (همچنین سالِخارا، سَمَدهی مارانا و سامنیاسا مارانا) به معنای خودکشی از طریق روزه گرفتن در دین جینیسم می‌باشد. به دلیل طول کشیدن انجام عمل سانثارا، فرد وقت زیادی دارد تا درباره زندگی خود بیندیشد. فرد زمانی دست به انجام چنین عملی می‌زند که به تمامی اهدافش در زندگی رسیده باشد. هدف زندگی در جینیسم در واقع تطهیر کردن کارما‌های قدیمی و جلوگیری از به وجود آمدن کارمای جدید است. رسم مشابهی با نام پرایوپاوسا در هندوئیسم وجود دارد. طبق گفته پی تی آی (بزرگترین خبرگزاری هند)، همه ساله نزدیک به ۲۴۰ جین از این طریق به زندگی خود پایان می‌دهند.